# Reichsherrschaft Bonndorf
Die Reichsherrschaft Bonndorf (auch sankt-blasische Reichsherrschaft Bonndorf oder Grafschaft Bonndorf) war ein historisches Territorium des Heiligen Römischen Reiches Deutscher Nation und entstand 1614 als Abspaltung von der Landgrafschaft Stühlingen. Sie wurde durch den Abt des Klosters St. Blasien regiert. Mit der Säkularisation des Klosters St. Blasien 1806, wurde auch dessen Grafschaft Bonndorf in das Großherzogtum Baden eingegliedert.

## Geschichte

### Bis zum 17. Jahrhundert

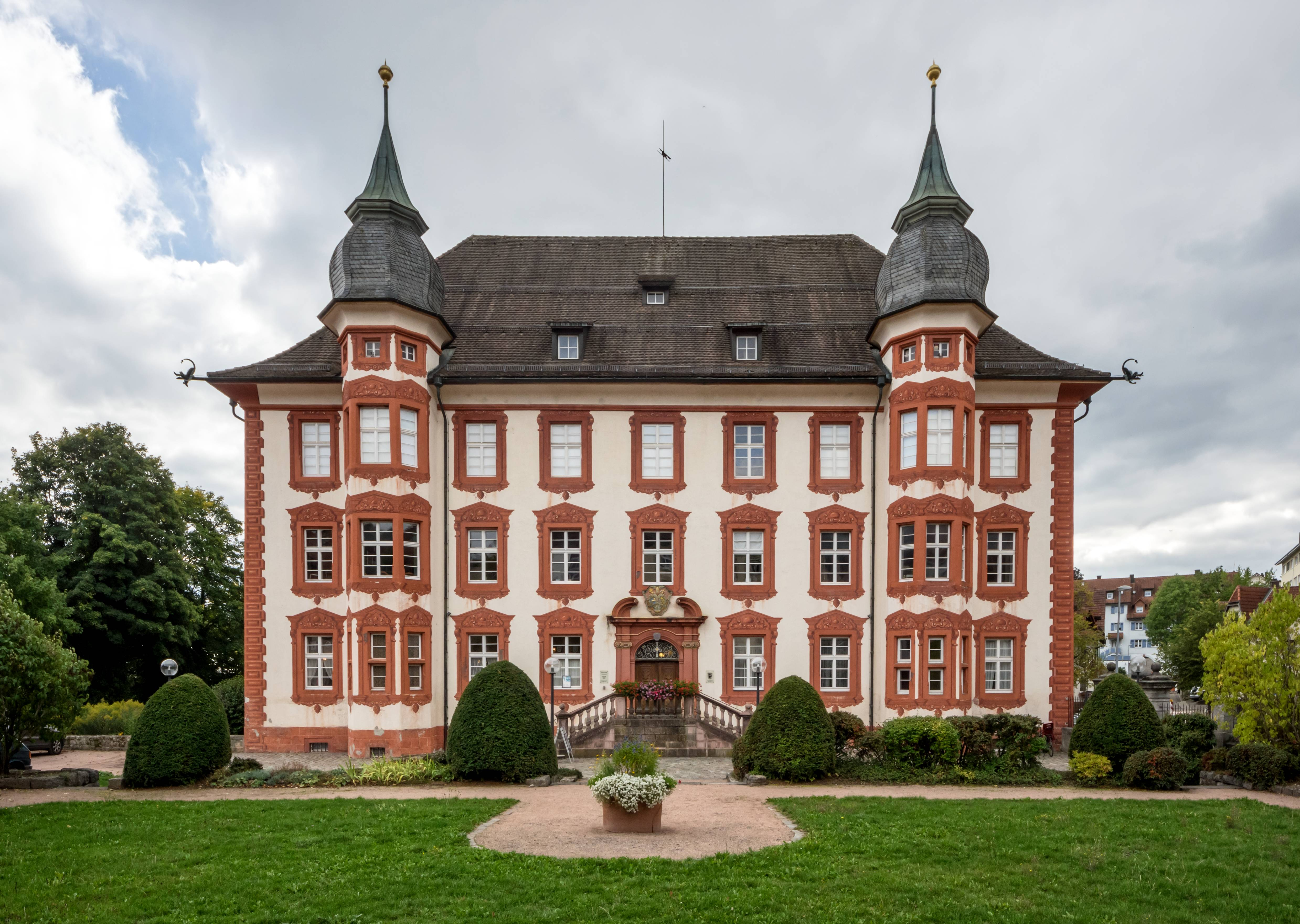
Schloss Bonndorf

Im Jahre 1250 erbten die Herren von Lupfen die Landgrafschaft Stühlingen von den Freiherren von Küssaburg, die diese ihrerseits von den Grafen von Stühlingen geerbt hatten. Mit Graf Heinrich erlosch 1582 das Geschlecht derer von Lupfen. Bereits 1572 hatte Kaiser Maximilian II. dem Obersten Conrad von Pappenheim die Anwartschaft auf die Landgrafschaft Stühlingen als Reichslehen zugesagt. Als er nach dem Tod des letzten Grafen von Lupfen jedoch Schloss Hohenlupfen besetzte, wurde er aufgrund von Hofintrigen 1591 auf Schloss Hohentübingen gefangen gesetzt, wo er 1603 verstarb. Die Landgrafschaft kam zunächst an die Erben der Lupfenschen Allodialgüter, Graf Karl II. von Zollern und den Schwager von Graf Heinrich von Lupfen, Peter Freiherr von Mörsperg. Kaiser Rudolf II. erkannte 1589 die Ansprüche des Conrad von Pappenheim auf das Stühlinger Reichslehen an, aber Conrad wurde weiter gefangen gehalten. Im Jahre 1605 wurde dann Conrads Sohn, Maximilian von Pappenheim mit der Landgrafschaft Stühlingen belehnt. Peter von Mörsperg konnte die Herrschaften Rosenegg und Bonndorf behalten – nur die Landeshoheit verblieb hier den von Pappenheim.

### Zu St. Blasien
Joachim Christoph von Mörsberg, der Sohn des Freiherrn Peter, war aufgrund seiner hohen Verschuldung 1609 gezwungen, seine Rechte an der Herrschaft Bonndorf für 150.000 Gulden an das Kloster Sankt Blasien zu verkaufen. Maximilian von Pappenheim sah sich 1612 genötigt, die landeshoheitlichen Rechte über die Ämter Bonndorf, Blumegg, Bettmaringen und Gutenburg an das Kloster Sankt Blasien zu verkaufen, da er an die Erben der Herren von Lupfen 1605 eine hohe Entschädigung zahlen mussten. Damit hatte der Abt Martin Meister I. alle Rechte an der Herrschaft Bonndorf in der Hand seines Klosters vereinigt.
Mit der 1613 erfolgten Zustimmung von Kurfürstenkollegium und Kaiser sowie der 1614 erfolgten tatsächlichen Abtretung der Hoheitsrechte war die Landgrafschaft Stühlingen nun geteilt in die südliche Hälfte, die diesen Namen beibehielt und später an das Fürstenhaus Fürstenberg fiel, und den nördlichen Teil, der als Reichsherrschaft oder Grafschaft Bonndorf der Abtei Sankt Blasien den Aufstieg auf die Bank der Reichsgrafen ermöglichte. Sitz und Stimme auf der Grafenbank des Schwäbischen Reichskreises und des Reichstages erhielt St. Blasien aber erst 1662. Im Jahre 1746 – während der Amtszeit von Abt Franz Schächtelin – wurden die Prälaten von St. Blasien mit der Reichsfürstenwürde ausgezeichnet.
Während der Abt nun einerseits ein reichsunmittelbares Territorium regierte, war seine Abtei andererseits weiterhin vorderösterreichischer Landstand und er hatte das Präsidium der Prälatenbank der Breisgauer Landstände, nachdem der Großprior von Heitersheim dieses Amt aus politisch/juristischen Gründen nicht mehr ausüben wollte.
Am Ende des Alten Reiches hatte das Fürstentum Bonndorf etwa 8.000 Einwohner.

### Der Übergang an Baden
Der Übergang der Grafschaft Bonndorf an das Großherzogtum Baden erfolgte in drei Schritten:
Durch den Reichsdeputationshauptschluss 1803 erfolgte die Säkularisation des Klosters St. Blasien samt seiner Grafschaft Bonndorf, und diese wurde dem Malteserorden zugesprochen, der in Heitersheim seinen deutschen Hauptsitz hatte. Der Malteserorden konnte jedoch nie die tatsächliche Herrschaft über die Grafschaft antreten.
Im Preßburger Frieden beanspruchte das Königreich Württemberg die Grafschaft Bonndorf. Das Protokoll über die gepflogene Landes-Übergabe vom 15. April 1806 hält fest, dass nur die Grafschaft Bonndorf Württemberg zugesprochen wurde, während die Herrschaften Grafenhausen, Birkendorf, Bettmaringen, Blumegg und Gutenburg strittig waren und zunächst von französischen Truppen besetzt blieben und vom Kurfürstentum Baden gesondert verwaltet wurden.
Gemäß Artikel 19 der Rheinbundakte vom 12. Juni 1806 trat das Königreich Württemberg im Gegenzug gegen badische Zugeständnisse an anderer Stelle unter anderem die Grafschaft Bonndorf an das Großherzogtum Baden ab.

## Die Fürsten
Siehe Äbte von St. Blasien. Sitz und Stimme auf der Grafenbank des Schwäbischen Reichskreises und des Reichstages seit 1662. Seit 1746 Reichsfürsten.

## Das Gebiet der Reichsherrschaft Bonndorf
Die Herrschaft grenzte im Norden und im Süden an das Fürstentum Fürstenberg, im Westen an die vorderösterreichische Grafschaft Hauenstein. Im Süden berührte die Herrschaft auch noch die Landgrafschaft Klettgau.
Die Äbte des Klosters strebten die Stellung eines reichsunmittelbaren Prälaten an, wobei sie dies in der Grafschaft Hauenstein und dem Zwing und Bann des Klosters wegen der starken landesherrlichen Stellung der Habsburger nicht erreichen konnten. Aufgrund der guten wirtschaftlichen Lage der Abtei, konnte diese ihre Besitzungen in der angrenzenden Landgrafschaft Stühlingen ausdehnen und kam letztlich in den Besitz von zwei Dritteln der alten Landgrafschaft Stühlingen. Nachdem es 1612 gelang dem verschuldeten Inhaber der Landgrafenrechte, Maximilian von Pappenheim, diese Rechte abzukaufen, organisierte das Kloster alle seine in der Landgrafschaft Stühlingen gelegenen Besitzungen in der nun reichsunmittelbaren Herrschaft Bonndorf und erhielt 1613 die Genehmigung zu deren Abtrennung von der Landgrafschaft, die dann 1614 auch tatsächlich vollzogen wurde.
Ende des 18. Jahrhunderts war das reichsunmittelbare Gebiet von St. Blasien in vier Oberämter eingeteilt, die jeweils von einem Obervogt geleitet wurden:
- Oberamt Bonndorf mit Sitz in Bonndorf mit den sogenannten fünf Flecken Bonndorf, Münchingen, Wellendingen, Gündelwangen, Boll (Herrschaft Tannegg)
- Amt Bettmaringen bis 1721 mit Sitz in Bettmaringen, danach von Bonndorf aus zusammen mit der externen Vogtei Schluchsee verwaltet
- Obervogteiamt Blumegg mit Sitz in Ewattingen
- Obervogteiamt Gutenburg mit Sitz in Gurtweil, das aber selbst nicht in der reichsunmittelbaren Herrschaft lag

| Gemeinde/Vogtei            | Oberamt                                      | Anmerkungen | Wappen |
| -------------------------- | -------------------------------------------- | --- | ------ |
| Bonndorf                   | Bonndorf                                     | mit Bonndorf, dem Hauptort der Grafschaft und Marktflecken mit ca. 1 300 Einwohnern um 1800, sowie Schloss Bonndorf, Steinamühle, Ottiswald und Sommerau          |        |
| Wellendingen               | Bonndorf                                     | |        |
| Münchingen                 | Bonndorf                                     | [ 18 ] |        |
| Gündelwangen               | Bonndorf                                     | mit Holzschlag und Glashütte |        |
| Herrschaft Tannegg         | Bonndorf                                     | mit Boll und den Burgställen Burg Neu-Tannegg und Burg Tannegg und dem Hof Dietfurt, sowie Oberhalden und Badhof Zusammen auch als Herrschaft Tannegg bezeichnet. |        |
| Gericht Birkendorf         | Bonndorf                                     | mit Birkendorf, Brunnadern, Buggenried, Hürrlingen, Igelschlatt, Rombach, Vogelsang                                                                               |        |
| Gericht Grafenhausen       | Bonndorf                                     | mit den Vogteien Grafenhausen, Ebnet und Wittlekofen |        |
| Vogtei Grafenhausen        | Bonndorf                                     | mit Grafenhausen, Amertsfeld, Balzhausen, Brünlisbach, Dürrenbühl, Ebersbach, Horben, Lanzenfurt, Rothaus, Schlüchtmühle, Signau                                  |        |
| Vogtei Ebnet               | Bonndorf                                     | mit Ebnet, Hornberg, Kohlhalden, Rohrhof, Saubach, Tobel |        |
| Vogtei Wittlekofen         | Bonndorf                                     | mit Wittlekofen und Roggenbach |        |
| Obervogteiamt Bettmaringen | Bettmaringen                                 | |        |
| Bettmaringen               | Bettmaringen (bis 1721) Bonndorf (seit 1721) | Bettmaringen, Mettenberg, Geroldshofstetten, Kaßlet, Rippoldsried, Röthenberg, Seewangen                                                                          |        |
| Amt Bettmaringen seit 1721 | Bettmaringen                                 | mit Faulenfirst, Schönenbach, Schwarzhalden, Seebrugg. Zusammen mit der nicht zur Reichsherrschaft Bonndorf gehörigen Vogtei Schluchsee verwaltet.                |        |
| Obervogteiamt Blumegg      | Blumegg                                      | |        |
| Ewattingen                 | Blumegg                                      | Sitz des Oberamts |        |
| Blumegg                    | Blumegg                                      | mit Weiler |        |
| Achdorf                    | Blumegg                                      | mit Aselfingen, Eschach, Opferdingen, Überachen |        |
| Dillendorf                 | Blumegg                                      | |        |
| Fützen                     | Blumegg                                      | |        |
| Grimmelshofen              | Blumegg                                      | |        |
| Lausheim                   | Blumegg                                      | |        |
| Obervogteiamt Gutenburg    | Gutenburg                                    | Sitz des Amtes war das außerhalb der Reichsherrschaft Bonndorf gelegene Dorf Gurtweil.                                                                            |        |
| Vogtei Berauerberg         | Gutenburg                                    | mit Berau, Brenden, Bulgenbach, Leinegg (Scheuerhof), Staufen, Witznau                                                                                            |        |
| Vogtei Ühlingen            | Gutenburg                                    | mit Uehlingen und Witzhalden |        |
| Vogtei Aichen              | Gutenburg                                    | mit Aichen, Gutenburg (Burg), Gutenburg (Ort), Herrschaft Allmut, Burg Allmut, Allmut                                                                             |        |
| Vogtei Krenkingen          | Gutenburg                                    | mit Krenkingen, Hagnau, |        |
| Breitenfeld                | Gutenburg                                    | Zur Vogtei Krenkingen gehörig. |        |
| Detzeln                    | Gutenburg                                    | Zur Vogtei Krenkingen gehörig. Bei Bader „Tetzelnheim“, mit Rehhalden, Thierberg                                                                                  |        |

## Wirtschaft
In der durch Land- und Forstwirtschaft geprägten Grafschaft entstand kurz vor deren Ende in Rothaus auf der Gemarkung Grafenhausen eine Brauerei, die heute unter dem Namen Badische Staatsbrauerei Rothaus überregionale Bedeutung erlangt hat. 
Der Inhaber des Hauses bekam um das Jahr 1660, vom Benediktinerkloster St. Blasien das Schankrecht verliehen und nutzte es fortan als Gasthaus. Das Kloster erwarb das Gasthaus 1766 und ersetzte es durch einen Neubau mit derselben Funktion.
Unter Fürstabt Martin Gerbert beschloss der Mönchsrat zum Jahresende 1790, im Januar 1791 mit ersten Brauversuchen zu beginnen. Gerbert beabsichtigte damit, seine Reichsherrschaft Bonndorf gegenüber dem benachbarten Fürstentum Fürstenberg aufzuwerten, das bereits seit dem 13. Jahrhundert das Braurecht besaß, aus dem später die Fürstlich Fürstenbergische Brauerei hervorgehen sollte. Zudem war die Brauerei eine Maßnahme der Wirtschaftsförderung, mit der das angeblich überteuerte Bier aus Donaueschingen abgewehrt und Arbeitsplätze geschaffen werden sollten. Glaubt man dem Volksmund, so wollten die Mönche jedoch den Schwarzwäldern das Schnapstrinken abgewöhnen.

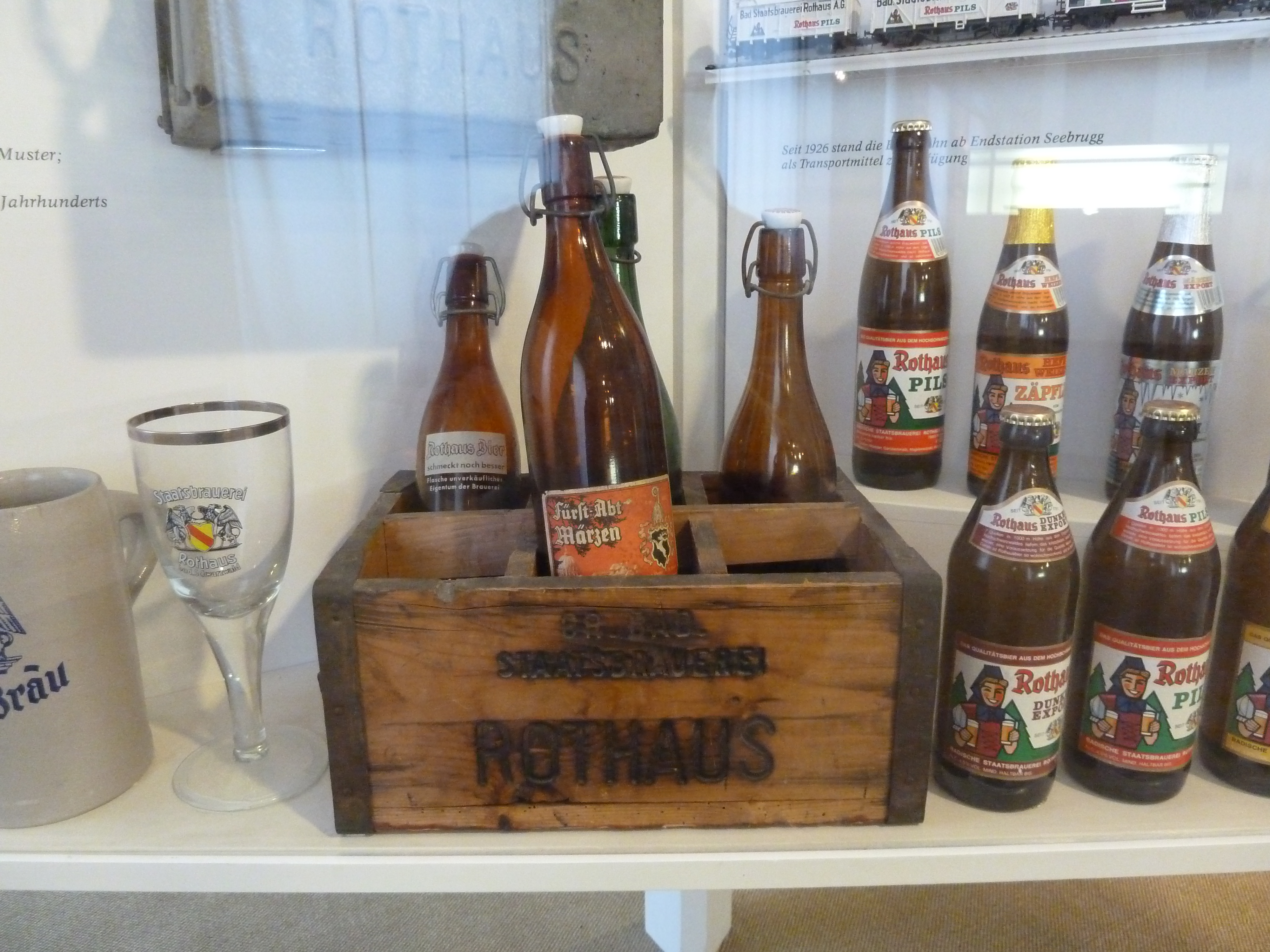
Ausstellung im Kreismuseum St. Blasien, seltene "Fürstabt Märzen" Flasche

Bezogen auf die Herrschaftsgebiete St. Blasien und Bonndorf lag der Standort an einer verkehrsgünstigen Stelle inmitten großer Wälder und in der Nähe von ergiebigen Wasservorkommen, so dass man 1792 mit dem umfassenden Braubetrieb beginnen konnte. Das Brauwasser wird noch heute aus sieben betriebseigenen Quellen gewonnen. Ab dem Übergang der Besitzungen des Klosters St. Blasien an das Großherzogtum Baden führte die Brauerei den Namen Großherzoglich Badische Staatsbrauerei Rothaus.